# Alexandru Averescu
Alexandru Averescu, född 3 april, 1859 i Bessarabien, död 2 oktober 1938 i Bukarest, var en rumänsk militär och politiker.

## Biografi
Averescu deltog som menig i 1877 års krig mot Turkiet och blev officer 1881. Averescu blev efter militära studier i Italien generalstabsofficer, 1907 krigsminister och 1912 divisionsgeneral. Under andra balkankriget 1913 var Averescu generalstabschef och erhöll vid Rumäniens ingripande i världskriget 1916 befälet över 2:a armén. Efter nederlaget vid Kronstadt i oktober samma år förflyttades han till Dobruschafronten som befälhavare över 3:e armén. Sedan denna efter tappert förvar måst vika sig för von Mackensens offensiv, blev Averescu först chef för en ny armékår (nordarmén) och sedan överbefälhavare för samtliga rumänska stridskrafter, i vilken post han kvarstod till krigets slut. Vid fredspreliminärerna med centralmakterna 1918 var Averescu ministerpresident och fungerade en kort tid under 1919 som inrikesminister. Efter avskedstagandet från militärtjänsten har Averescu med kraft ingripit i sitt lands politik. Som ledamot av deputeradekammaren sedan 1918 ledde han reorganisationen av "folkligan" som omdöpts till "folkpartiet" (demokratiskt bondeparti), och var 1920-22 för andra gången ministerpresident. Averescu har inlagt stora förtjänster om sitt partis utveckling och har på egen hand sökt internationella politiska förbindelser. Särskilt har han motarbetat Ion Brătianus politik. I mars 1926 bildade Averescu efter att ha störtat Brătianu, sitt tredje kabinett (ett liberalt skenkabinett) men demissionerade i juni 1927, då han inte kunde tillmötesgå kungens önskan att bilda en nationell koncentrationsregering. Vid kung Carol II:s tillträde utnämndes Averescu till Marskalk av Rumänien.